# Ar Skrivadeg
 (mars 2023).
Si vous disposez d'ouvrages ou d'articles de référence ou si vous connaissez des sites web de qualité traitant du thème abordé ici, merci de compléter l'article en donnant les références utiles à sa vérifiabilité et en les liant à la section « Notes et références ».
Ar Skrivadeg est un concours de dictée en langue bretonne organisé tous les ans depuis [Quand ?] en Bretagne par un réseau d'associations de promotion de la langue bretonne. Divers prix sont distribués selon plusieurs catégories (scolaires, adultes, apprenants, bretonnants).

## Skrivadeg 2011
Elle a eu lieu à Brest, Quimper, Nantes, Rennes et Lorient. 
La finale à Nantes était organisée par Kentelioù an Noz. 

## Skrivadeg 2012
En 2012, la finale a eu lieu à Carhaix.

## Voir
- Ar Redadeg